# 馬陶赫同量異位素規則
馬陶赫同量異位素規則是由约瑟夫·马陶赫在1934年提出的一個規律，根據這規律，若兩個在化學週期表上相鄰的元素各有一個質量數彼此相等的同位素的話，其中一個必然會有放射性；然而這規則無法預測放射性元素的半衰期。
一般而言兩個有相同質量的核素，只有在彼此原子序的差大於一的狀況下，才可能都是穩定的，而根據當前對觀測上穩定元素的觀察結果，這個差只可能是2或4；然而理論上，兩個有著相同質量數但分屬不同元素的核素，不可能兩者都是穩定的（至少就β衰變和雙β衰變而言），但很多理論上不穩定的元素在觀測上都是穩定的，像例如氙-134。

## 鎝與鉕
這個規則的其中一個結果就是鎝與鉕沒有穩定同位素，而這是因為在化學週期表上，與這兩個元素相鄰的元素（分別是鉬與釕以及釹和釤）都有對β衰變穩定、且質量數位於照理講鎝與鉕的同位素會對β衰變穩定的質量範圍內的同位素；（這裡注意的一點是，雖然釤-147不是穩定元素，但釤-147不是例外，因為這種核素對β衰變穩定）
對β衰變穩定的同位素範圍可透過液滴模型計算得出，在其中具有最低質量盈餘或最高核結合能的同量異位素會對對β衰變穩定，而這是因為能量守恆定律會禁止原子核自發性躍遷至較不穩定的狀態之故。
沒有穩定的核素其質子數可以是43或61；同樣地，沒有穩定的核素其中子數可以是19、21、35、39、45、61、71、89、115或123等。

## 例外
馬陶赫同量異位素規則唯一已知的例外是銻-123與碲-123，以及兩者皆是觀測上穩定的鉿-180與鉭-180m。理論預測碲-123會透過電子捕獲而衰變成銻-123，但目前尚未觀測到這現象；此外，鉭-180m應該會透過同質異能躍遷衰變成鉭-180、透過β衰變衰變成鎢-180、透過電子捕獲衰變成鉿-180，或透過α衰变衰變成鎦-176，但截至目前為止，這些現象都尚未被觀察到。

## 參照
1. 1 2 3 4  Thyssen, Pieter; Binnemans, Koen; Shinohara, Hisanori; Saito, Yahachi; Gulay, Lubomir D.; Daszkiewicz, Marek; Yan, Chun-Hua; Yan, Zheng-Guan; Du, Ya-Ping. Gschneider, Karl A., Jr.; Bünzli, Jean-Claude; Pecharsky, Vitalij K. , 编. . Amsterdam, The Netherlands: Elsevier. 2011: 66  [January 14, 2012]. ISBN 978-0-444-53590-0. （原始内容存档于2022-07-15）.
2. 1 2  Holleman, Arnold Frederik; Wiberg, Egon, Wiberg, Nils , 编, , 由Eagleson, Mary; Brewer, William翻译, San Diego/Berlin: Academic Press/De Gruyter: 84, 2001, ISBN 0-12-352651-5
3. ↑  Wang, M.; Audi, G.; Kondev, F. G.; Huang, W. J.; Naimi, S.; Xu, X.  (PDF). Chinese Physics C. 2017, 41 (3): 030003–1—030003–442. doi:10.1088/1674-1137/41/3/030003.
4. ↑  
K.S. Krane. . John Wiley & Sons. 1988: 381. ISBN 978-0-471-80553-3.
5. ↑  Sonzogni, Alejandro. . National Nuclear Data Center: Brookhaven National Laboratory.   [27 November 2012]. （原始内容存档于2011-07-21）. （页面存档备份，存于）